# Костянтин III (цар Абхазії)
Костянтин III (груз. კონსტანტინე; д/н — 923) — 8-й цар Абхазії у 894—923 роках. Після запеклих війн із сусідами домігся гегемонії в західному і центральному Кавказі.

## Життєпис
Походив з династії Леонідів (Анчабадзе). Син царя Баграта I. Посів трон 894 року. Продовжив боротьбу з Тао-Кларджеті за області Шида-Іберія. Водночас встановив зверхність над Кахетією.
904 року йому вдалося захопити частину Шида-Іберії (стало на той час зватися Шида Картлі). Проте того ж року стикнувся з потужною коаліцією у складі Адарнасе II, царя Тао-Кларджетрі, і Смбата I, царя Вірменії. У вирішальній битві біля Гугарці зазнав нищівної поразки, відступив до Упліцихе, де підчас перемовин був схоплений. Адарнасе II передав його Смбату I. Костянтина III було запроторено у фортецю вірменської столиці Ані. Був поміщений у в'язницю в Ані. Тут абхазький цар домовився про шлюб з донькою Смбата I, а також обіцяв допомогу проти мусульманських сусідів Вірменії. Також Смбат I побоювався, що Адарнасе II спробує посадити на трон Абхазії свого васала. За цих обставин Костянтина III через 4 місяців було звільнено. Внаслідок цього Адарнасе II почав війну проти Смбата I. Останнього підтримав Костянтин III, зумівши захопити частину Шида Картлі.
914 року Смбат I, що перед тим потрапив у полон до Адарнасе II був страчений. Це стало приводом для початку нової кампанії Костянтина III проти Тао-Кларджеті, яке також атакувало військо Саджидів. Адарнасе II вимушений був перебратися до Кларджеті та визнати зверхність Костянтина III. Костянтин III разом із своїм васалом Квіріке I, князем Кахетії, захопив усе Картлі. 915 році обидва підкорили Гереті, отримавши низку фортець, а геретський мепе Адарнасе II визнав зверхність Абхазії.
Костянтин III також намагався розширити свій вплив на аланські князівства, підтримуючи християнізацію аланів. Протягом 910-х років боровся проти Саджидів.
Помер Костянтин III 923 року. Йому спадкував син Георгій II.

## Родина
Дружина — донька Адарнасе II, царя Тао-Кларджеті
Діти:
- донька, дружина Ашота Багратіоні, еріставі
- Георгій (д/н—960), 9-й цар Абхазії
- Баграт (д/н—930), 10-й цар Абхазії